# Kombinált malon- és metilmalonsav-acidémia
A kombinált malon- és metilmalonsav-acidémia (CMAMMA), más néven kombinált malon- és metilmalonsav-aciduria egy örökletes anyagcsere-betegség, amelyet a malonsav és metilmalonsav emelkedett szintje jellemez. Egyes kutatók  feltételezték, hogy a CMAMMA a metilmalonsav-acidémia egyik leggyakoribb formája, és valószínűleg az egyik leggyakoribb veleszületett anyagcsere-hiba. Mivel ritkán diagnosztizálják, leggyakrabban felderítetlen marad.

## Tünetek és jelek
A CMAMMA klinikai fenotípusai rendkívül heterogének, és a tünetmentes, enyhe tünetektől a súlyos tünetekig terjednek. Az alapjául szolgáló patofiziológia még nem ismert. Az irodalomban a következő tünetekről számolnak be:
- metabolikus acidózis[7][5][8]
- kóma[2][6]
- hipoglikémia[2][7][6]
- rohamok[2][7][5][8]
- gyomor-bélrendszeri betegségek[5][8]
- fejlődési késés[2][5][8]
- beszédkésés[1][2][4]
- sikertelenség[2]
- pszichiátriai betegség[2]
- memóriaproblémák[2]
- kognitív hanyatlás[2]
- encephalopathia[4]
- kardiomiopátia[7][5][8]
- diszmorf jellemzők[5][8]

Ha az első tünetek gyermekkorban jelentkeznek, akkor azok nagyobb valószínűséggel köztes anyagcserezavarok, míg felnőtteknél általában neurológiai tünetek.

## Okok
A CMAMMA-t ok-okozati szempontból két különálló örökletes rendellenességre lehet osztani: az egyik az ACSF3 gén által kódolt mitokondriális acil-CoA-szintetáz családtag 3 hiánya (OMIM#614265); a másik rendellenesség az MLYCD gén  által kódolt malonyl-CoA dekarboxiláz hiánya (OMIM#248360).

## Diagnózis
A klinikai tünetek széles skálája és az újszülöttkori szűrőprogramokon való nagymértékű átcsúszás miatt a CMAMMA-t alulfelismert állapotnak tartják.

### Újszülöttkori szűrőprogramok
Mivel az ACSF3 okozta CMAMMA nem eredményezi a metilmalonil-CoA, malonil-CoA vagy propionil-CoA felhalmozódását, és az acilkarnitin-profilban sem észlelhetők eltérések, a CMAMMA-t a standard véralapú újszülött-szűrőprogramok nem mutatják ki.
Különleges eset Québec tartomány, ahol a vérvizsgálat mellett a születést követő 21. napon a vizeletet is szűrik a Québeci újszülöttkori vér- és vizeletszűrő programmal. Ez teszi Quebec tartományt érdekessé a CMAMMA-kutatás szempontjából, mivel ez az egyetlen olyan betegkohorsz a világon, amely nem szelekciós torzítással rendelkezik.

### Malonsav-metilmalonsav arány
A plazmában a malonsav/metilmalonsav arány kiszámításával a CMAMMA egyértelműen megkülönböztethető a klasszikus metilmalonsav-acidaemiától. Ez igaz mind a B12-vitaminra reagáló, mind a nem reagáló metilmalonsav-acidémiás betegekre. A vizeletből származó malonsavértékek és metilmalonsav-értékek használata nem alkalmas ennek az aránynak a kiszámítására.
Az ACSF3 okozta CMAMMA-ban a metilmalonsav szintje meghaladja a malonsavét. Ezzel szemben a malonil-CoA dekarboxiláz-hiány miatt kialakuló CMAMMA-ra ennek fordítottja igaz. 

### Genetikai vizsgálat
A CMAMMA diagnosztizálható az ACSF3 és az MLYCD gének elemzésével. A termékenységi kezelés során végzett kiterjesztett hordozói szűrés az ACSF3 gén mutációinak hordozóit is azonosíthatja.

## Fordítás
- Ez a szócikk részben vagy egészben  a   Combined malonic and methylmalonic aciduria című angol Wikipédia-szócikk ezen változatának fordításán alapul.  Az eredeti cikk szerkesztőit annak laptörténete sorolja fel. Ez a jelzés csupán a megfogalmazás eredetét és a szerzői jogokat jelzi, nem szolgál a cikkben szereplő információk forrásmegjelöléseként.